# Natalia Czerwonka
Natalia Barbara Czerwonka, född den 20 oktober 1988 i Lubin, Polen, är en polsk skridskoåkare.
Hon tog OS-slver i damernas lagtempo i samband med de olympiska skridskotävlingarna 2014 i Sotji.